# حارة باب السلام (الصافية)
حارة باب السلام هي إحدى حارات حي الصافية بمديرية الصافية إحد مديريات العاصمة اليمنية صنعاء، بلغ تعداد سكانها 449 نسمة حسب تعداد اليمن لعام 2004.